# Calle de Armengol
La calle de Armengol es una vía pública de la ciudad española de Sagunto.

## Descripción
La vía discurre desde la calle de los Caballeros hasta la de San Ramón. El título se debe a que una familia de ese apellido tenía una casa solariega en las inmediaciones. Aparece descrita en el Nomenclator de las calles, plazas y puertas antiguas y modernas de la ciudad de Sagunto (1901) de Antonio Chabret y Fraga con las siguientes palabras:

Armengol (calle de). Empieza en la calle de Caballeros y desemboca en la de San Ramón. El nombre de este callizo proviene de la familia de Armengol, cuya casa solariega está contigua á ella. Los caballeros de este apellido figuran en Murviedro desde los primeros tiempos de la reconquista del reino de Valencia, desempeñando los cargos de Justicia en Criminal y las comisiones más honrosas en las difíciles circunstancias de las guerras civiles.
(Chabret y Fraga, 1901, p. 35)